# Ilex ovalis
Ilex ovalis là một loài thực vật có hoa trong họ Aquifoliaceae. Loài này được (Ruiz & Pav.) Loes. mô tả khoa học đầu tiên năm 1897.